# 박상호
박상호(朴商昊, 1931년 9월 24일 ~ 2006년 4월 3일)는 대한민국의 영화 감독이다.
경기도 강화 출생이다. 연세대학교 상과를 졸업하고, 1956년 《해정(海情)》으로 데뷔하였다. 1958년 《장미는 슬프다》, 《낭만열차(浪漫列車)》, 1960년 《모상(母像)》, 1962년 《산색시》, 1963년 《또순이》, 《선술집 처녀》, 1966년 《비무장지대》, 1971년 《짚세기 신고 왔네》 등을 발표하였다.
박상호 감독의 영화적 주제는 늘 소박한 서민층의 애환을 즐겨 다루었는데 《또순이》의 경우 국내에서는 물론, 아시아 영화제에서도 찬사를 받았다. 《비무장지대》에서는 국토분단의 현실을 냉혹하게 묘사하여 센세이션을 일으킨 바 있다.
2006년 4월 3일, 지병인 폐암으로 인하여 75세를 일기로 숨졌다.

## 수상
- 2000년 제37회 대종상 영화제 공로감독상[6]
- 1966년 제13회 아시아 영화제 작품상《비무장지대》[2][3]

## 참고 문헌
- 이 문서에는 다음커뮤니케이션(현 카카오)에서 GFDL 또는 CC-SA 라이선스로 배포한 글로벌 세계대백과사전의 내용을 기초로 작성된 글이 포함되어 있습니다.